# Ambérac
Ambérac és un municipi francès situat al departament del Charente i a la regió de la Nova Aquitània. L'any 2007 tenia 314 habitants.

## Demografia

### Població
El 2007 la població de fet d'Ambérac era de 314 persones. Hi havia 136 famílies de les quals 44 eren unipersonals (12 homes vivint sols i 32 dones vivint soles), 44 parelles sense fills, 40 parelles amb fills i 8 famílies monoparentals amb fills.
La població ha evolucionat segons el següent gràfic:
Habitants censats

### Habitatges
El 2007 hi havia 191 habitatges, 142 eren l'habitatge principal de la família, 42 eren segones residències i 7 estaven desocupats. 188 eren cases i 3 eren apartaments. Dels 142 habitatges principals, 113 estaven ocupats pels seus propietaris, 20 estaven llogats i ocupats pels llogaters i 9 estaven cedits a títol gratuït; 5 tenien dues cambres, 20 en tenien tres, 47 en tenien quatre i 70 en tenien cinc o més. 100 habitatges disposaven pel capbaix d'una plaça de pàrquing. A 71 habitatges hi havia un automòbil i a 56 n'hi havia dos o més.

### Piràmide de població
La piràmide de població per edats i sexe el 2009 era:
| Homes | Edats   | Dones |
| ----- | ------- | ----- |
| 0     | 95 o +  | 0     |
| 0     | 90 a 94 | 8     |
| 0     | 85 a 89 | 0     |
| 4     | 80 a 84 | 12    |
| 12    | 75 a 79 | 4     |
| 12    | 70 a 74 | 0     |
| 4     | 65 a 69 | 4     |
| 24    | 60 a 64 | 16    |
| 0     | 55 a 59 | 12    |
| 4     | 50 a 54 | 4     |
| 20    | 45 a 49 | 8     |
| 4     | 40 a 44 | 8     |
| 4     | 35 a 39 | 8     |
| 28    | 30 a 34 | 8     |
| 12    | 25 a 29 | 20    |
| 8     | 20 a 24 | 8     |
| 0     | 15 a 19 | 8     |
| 4     | 10 a 14 | 4     |
| 16    | 5 a 9   | 8     |
| 4     | 0 a 4   | 12    |

## Economia
El 2007 la població en edat de treballar era de 177 persones, 130 eren actives i 47 eren inactives. De les 130 persones actives 122 estaven ocupades (66 homes i 56 dones) i 8 estaven aturades (5 homes i 3 dones). De les 47 persones inactives 16 estaven jubilades, 7 estaven estudiant i 24 estaven classificades com a «altres inactius».

### Ingressos
El 2009 a Ambérac hi havia 133 unitats fiscals que integraven 313 persones, la mediana anual d'ingressos fiscals per persona era de 16.729 €.

### Activitats econòmiques
Dels 7 establiments que hi havia el 2007, 4 eren d'empreses de construcció i 3 d'empreses de comerç i reparació d'automòbils.
Dels 5 establiments de servei als particulars que hi havia el 2009, 1 era un paleta, 1 guixaire pintor, 1 fusteria i 2 lampisteries.
L'any 2000 a Ambérac hi havia 17 explotacions agrícoles que ocupaven un total de 1.030 hectàrees.

## Equipaments sanitaris i escolars
El 2009 hi havia una escola elemental integrada dins d'un grup escolar amb les comunes properes formant una escola dispersa.

## Poblacions més properes
El següent diagrama mostra les poblacions més properes.